# 伊尼亚基·佩尼亚
伊格纳西奥·“伊尼亚基”·佩尼亚·索托雷斯（西班牙語：Ignacio "Iñaki" Peña Sotorres，1999年3月2日—），是西班牙男子足球运动员，司职門將，現效力於西甲球隊巴塞隆納。

## 俱樂部生涯
2023年1月3日，佩納註冊為西甲球隊巴塞隆納一線隊球員，並接過了加盟伯恩茅斯的诺伯托·穆拉拉·内托留下的13號球衣。2025年，升格為1號球衣。

## 榮譽
巴塞隆拿B隊
- 歐洲青年聯賽：2017–18[3]

 巴塞隆拿
- 西班牙足球甲級聯賽: 2022–23、2024–25[4]
- 西班牙國王盃: 2020–21[5]、2024–25
- 西班牙超級盃: 2023[6]、2025

西班牙U17
- 歐洲U-17足球錦標賽亞軍：2016[7]